# Stenocorus vittatus
Stenocorus vittatus är en skalbaggsart som beskrevs av Fischer-waldheim 1842. Stenocorus vittatus ingår i släktet Stenocorus och familjen långhorningar.
Artens utbredningsområde är Kazakstan. Inga underarter finns listade i Catalogue of Life.